# Campionati del mondo di atletica leggera 1983 - Lancio del giavellotto femminile
La gara di lancio del giavellotto femminile dei campionati del mondo di atletica leggera 1983 si è svolta tra il 13 e il 14 agosto. Alle qualificazioni presero parte 23 atlete.

## Podio
| Pos.    | Atleta           | Nazionalità | Misura  |
| ------- | ---------------- | ----------- | ------- |
| Oro     | Tiina Lillak     | Finlandia   | 70,82 m |
| Argento | Fatima Whitbread | Regno Unito | 69,14 m |
| Bronzo  | Anna Verouli     | Grecia      | 65,72 m |

## Situazione pre-gara

### Record
Prima di questa competizione, il record del mondo (RM) e il record dei campionati (RC) erano i seguenti.
| Record                | Prestazione  | Atleta                 | Data                              | Competizione |
| --------------------- | ------------ | ---------------------- | --------------------------------- | ------------ |
| Record mondiale       | 74,76 m      | Tiina Lillak Finlandia | 13 giugno 1983 Tampere, Finlandia |              |
| Record dei campionati | Nuovo evento | Nuovo evento           | Nuovo evento                      | Nuovo evento |

### Campioni in carica
I campioni in carica, a livello mondiale e olimpico, erano:
| Campione | Atleta           | Prestazione  | Data                                   | Competizione         |
| -------- | ---------------- | ------------ | -------------------------------------- | -------------------- |
| Olimpico | Maria Colón Cuba | 68,40 m      | 25 luglio 1980 Mosca, Unione Sovietica | Giochi olimpici 1980 |
| Mondiale | Nuovo evento     | Nuovo evento | Nuovo evento                           | Nuovo evento         |

### La stagione
Prima di questa gara, l'atleta con la migliore prestazione dell'anno era:
| Pos. | Atleta                 | Prestazione | Data                              |
| ---- | ---------------------- | ----------- | --------------------------------- |
| 1    | Tiina Lillak Finlandia | 74,76 m     | 13 giugno 1983 Tampere, Finlandia |

## Risultati

### Qualificazione
Qualificazione: gli atleti che raggiungono i 62,00 m (Q) o le migliori 12 misure (q). Le qualificazioni si sono svolte il 13 agosto.
| Pos. | Gruppo | Atleta              | Nazione        | Lanci | Lanci | Lanci  | Misura  | Note |
| Pos. | Gruppo | Atleta              | Nazione        | 1°    | 2°    | 3°     | Misura  | Note |
| ---- | ------ | ------------------- | -------------- | ----- | ----- | ------ | ------- | ---- |
| 1    | B      | Tiina Lillak        | Finlandia      | 58,14 | 69,16 | —      | 69,16 m | Q    |
| 2    | B      | Anna Verouli        | Grecia         | 68,50 | —     | —      | 68,50 m | Q    |
| 3    | A      | Tessa Sanderson     | Regno Unito    | 64,80 | —     | —      | 64,80 m | Q    |
| 4    | A      | Petra Felke         | Germania Est   | 60,08 | 57,80 | 64,46  | 64,46 m | Q    |
| 5    | A      | Mayra Vila          | Cuba           | 53,44 | 60,46 | 62,78  | 62,78 m | Q    |
| 6    | B      | Antje Kempe         | Germania Est   | 62,74 | —     | —      | 62,74 m | Q    |
| 7    | A      | Tuula Laaksalo      | Finlandia      | 62,06 | —     | —      | 62,06 m | Q    |
| 8    | B      | Éva Ráduly-Zörgő    | Romania        | 61,92 | 59,14 | 60,54  | 61,92 m | q    |
| 9    | B      | Karin Smith         | Stati Uniti    | 61,48 | 58,90 | 58,92  | 61,48 m | q    |
| 10   | B      | Beate Peters        | Germania Ovest | 57,10 | 60,00 | 61,18  | 61,18 m | q    |
| 11   | B      | María Caridad Colón | Cuba           | 60,98 | n     | 55,08  | 60,98 m | q    |
| 12   | B      | Fatima Whitbread    | Regno Unito    | n     | 57,34 | 60,96  | 60,96 m | q    |
| 13   | A      | Karin Bergdahl      | Svezia         | 60,64 | n     | 59,14  | 60,64 m |      |
| 14   | A      | Ingrid Thyssen      | Germania Ovest | 58,84 | 56,16 | 59,70  | 59,70 m |      |
| 15   | B      | Fausta Quintavalla  | Italia         | 59,34 | 53,68 | 58,00  | 59,34 m |      |
| 16   | A      | Elena Burgarová     | Cecoslovacchia | 57,30 | 58,48 | 56,40  | 58,48 m |      |
| 17   | B      | Emi Matsui          | Giappone       | n     | 55,52 | 53,10  | 55,52 m |      |
| 18   | A      | Monique Lapres      | Canada         | 51,48 | 54,70 | 48,70  | 54,70 m |      |
| 19   | A      | Xin Xiaoli          | Cina           | 49,70 | 44,62 | 52,52  | 52,52 m |      |
| 20   | B      | Mereoni Vibose      | Figi           | 49,00 | 48,48 | 49,44v | 49,44 m |      |
| 21   | A      | Jennifer Pace       | Malta          | 40,72 | 41,96 | 41,52  | 41,96 m |      |
| 22   | B      | Norsham Yoon        | Malaysia       | 40,40 | n     | 37,00  | 40,40 m |      |
|      | A      | Sofia Sakorafa      | Grecia         | —     | —     | —      | dns     |      |

### Finale
| Pos.    | Atleta              | Nazione        | Lanci | Lanci | Lanci | Lanci           | Lanci           | Lanci           | Misura  | Note |
| Pos.    | Atleta              | Nazione        | 1°    | 2°    | 3°    | 4°              | 5°              | 6°              | Misura  | Note |
| ------- | ------------------- | -------------- | ----- | ----- | ----- | --------------- | --------------- | --------------- | ------- | ---- |
| Oro     | Tiina Lillak        | Finlandia      | 67,34 | 59,04 | 63,24 | 63,56           | 67,46           | 70,82           | 70,82 m |      |
| Argento | Fatima Whitbread    | Regno Unito    | 69,14 | n     | 64,48 | n               | 61,78           | n               | 69,14 m |      |
| Bronzo  | Anna Verouli        | Grecia         | n     | 61,74 | 62,38 | 63,08           | 65,72           | n               | 65,72 m |      |
| 4       | Tessa Sanderson     | Regno Unito    | 64,76 | 63,66 | 63,94 | 64,10           | 64,00           | 59,74           | 64,76 m |      |
| 5       | Éva Ráduly-Zörgő    | Romania        | 63,38 | 60,32 | 57,36 | 60,92           | 63,86           | 61,80           | 63,86 m |      |
| 6       | Tuula Laaksalo      | Finlandia      | 50,50 | 62,44 | n     | 56,52           | n               | 59,04           | 62,44 m |      |
| 7       | Beate Peters        | Germania Ovest | 59,22 | n     | 62,42 | n               | 59,30           | n               | 62,42 m |      |
| 8       | María Caridad Colón | Cuba           | 61,52 | 62,04 | 56,96 | 57,34           | 57,88           | 56,32           | 62,04 m |      |
| 9       | Petra Felke         | Germania Est   | n     | 61,82 | 62,02 | Non qualificati | Non qualificati | Non qualificati | 62,02 m |      |
| 10      | Karin Smith         | Stati Uniti    | 56,76 | n     | 59,76 | Non qualificati | Non qualificati | Non qualificati | 59,76 m |      |
| 11      | Antje Kempe         | Germania Est   | 58,82 | n     | 54,84 | Non qualificati | Non qualificati | Non qualificati | 58,82 m |      |
| 12      | Mayra Vila          | Cuba           | 57,60 | 53,72 | 57,80 | Non qualificati | Non qualificati | Non qualificati | 57,80 m |      |